# Liste des députés des Hautes-Alpes
Cet article dresse la liste des députés des Hautes-Alpes.

## États généraux
- Jacques-Bernardin Colaud de La Salcette pour la province du Dauphiné

## Assemblée nationale législative(1eroctobre 1791-20 septembre 1792)
- Claude-Simon Amat
- Joseph Dongois
- Pierre Faure-Lacombe
- Guillaume Ferrus
- Jean Labastie

## Convention nationale(21 septembre 1792-26 octobre 1795)
- Ignace de Cazeneuve
- Pierre Barrety
- Hyacinthe Borel
- Jean Serres
- Jean-François Izoard

## Conseil des Cinq-Cents(27 octobre 1795-26 décembre 1799)
- Jean-Louis Blanc
- Jacques-Bernardin Colaud de La Salcette
- Pierre Lachau
- Ignace de Cazeneuve
- Hyacinthe Borel
- Jean Serres
- Paul Bontoux
- Jean-François Izoard
- Pierre Nicolas de Meissas

## Premier Empire

### Corps législatif(1erjanvier 1800-4 juin 1814)
- Jean-Louis Blanc
- Louis Agnel
- Jean-François Bonnot
- Charles Anglès

### Chambre des représentants(3 juin 1815-13 juillet 1815)
- Louis Faure
- Joseph Provensal de Lompré
- Jean Barrilon
- Jacques Ardoin

## Chambre des députés des départements (2eRestauration)

### Irelégislature(1815–1816)
- Jules Anglès
- Jean Paul Cyrus Colomb

### IIelégislature(1816-1823)
- Jean-François Anglès
- Honoré Bucelle
- Jean Paul Cyrus Colomb

### IIIelégislature(1824-1827)
- Honoré Bucelle
- Jean Paul Cyrus Colomb

### IVelégislature(1828-1830)
- Jean Paul Cyrus Colomb
- Jean Joseph Amat

### Velégislature(23 juin 1830-28 juillet 1830)
- Jean Paul Cyrus Colomb
- Jean Joseph Amat

## Chambre des députés (Monarchie de Juillet)

### IreLégislature(1830-1831)
- Jean Paul Cyrus Colomb
- Jean Joseph Amat

### IIeLégislature(1831-1834)
- Pascal Joseph Faure
- Jean-Antoine Allier

### IIIeLégislature(1834-1837)
- Pascal Joseph Faure
- Jean-Antoine Allier

### IVeLégislature(1837-1839)
- Pierre-Louis-Auguste-Bruno Blanc de La Nautte d'Hauterive
- Jacques Ardoin

### VeLégislature(1839-1842)
- Pierre-Louis-Auguste-Bruno Blanc de La Nautte d'Hauterive
- Antoine Allier

### VIeLégislature(1842-1846)
- Pierre-Louis-Auguste-Bruno Blanc de La Nautte d'Hauterive
- Antoine Allier

### VIIeLégislature(17/08/1846-24/02/1848)
- Ernest Desclozeaux
- Pierre-Louis-Auguste-Bruno Blanc de La Nautte d'Hauterive

## IIeRépublique
Élections au suffrage universel masculin à partir de 1848

### Assemblée nationale constituante (1848-1849)
- Calixte Laforgue-Bellegarde
- Pascal Joseph Faure
- Antoine Allier

### Assemblée nationale législative (1849-1851)
- Cyprien Chaix
- Pascal Joseph Faure
- Antoine Allier

## Second Empire

### Irelégislature(1852-1857)
- Pascal Joseph Faure

### IIelégislature(1857-1863)
- Pascal Joseph Faure

### IIIelégislature(1863-1869)
- Maurice Désiré Garnier

### IVelégislature(1869-1870)
- Clément Duvernois

## Troisième République

### Assemblée nationale (1871 - 1876)
- Ernest Cézanne, Centre gauche
- Louis de Ventavon, Extrême droite, élu sénateur en 1876

### IreLégislature (1876 - 1877)
- Ernest Cézanne décédé en 1876, remplacé Barthélémy Ferrary
- Cyprien Chaix
- Honoré Chancel

### IIelégislature (1877 - 1881)
- Léon Laurençon
- Antoine d'Estienne de Prunières invalidé en 1878 remplacé par Barthélémy Ferrary
- Paul Eugène Bontoux invalidé en 1877, remplacé par Cyprien Chaix

### IIIelégislature (1881 - 1885)
- Léon Laurençon
- Barthélémy Ferrary
- Cyprien Chaix

### IVelégislature (1885 - 1889)
- Léon Laurençon
- Cyprien Chaix élu sénateur en 1888, remplacé par Émile Flourens
- Barthélémy Ferrary décédé en 1886, remplacé par Joseph Grimaud

### Velégislature (1889 - 1893)
- Briançon: Léon Laurençon, Républicain
- Gap : Frédéric Euzière, Républicain
- Embrun :Émile Flourens, Républicain

Source : journal Le Temps du 24 septembre et du 8 octobre 1889 sur Gallica,.

### VIelégislature (1893 - 1898)
- Briançon : Léon Laurençon,  Républicain
- Gap :  Frédéric Euzière, Républicain
- Embrun : Émile Flourens, Républicain

Source : journal Le Temps du 22 août et du 5 septembre 1893 sur Gallica,.

### VIIelégislature (1898 - 1902)
- Briançon : Léon Laurençon, Républicain
- Embrun : François Pavie, Républicain indépendant
- Gap : Frédéric Euzière, Républicain

Source : journal Le Temps du 10 mai et du 24 mai 1898 sur Gallica,.

### VIIIelégislature (1902 - 1906)
- Briançon : Léon Laurençon, Républicain
- Embrun : François Pavie, Républicain ministériel
- Gap : Frédéric Euzière, Républicain ministériel

Source : journal Le Temps du 29 avril et du 13 mai 1902 sur Gallica,.

### IXelégislature (1906 - 1910)
- Briançon : Émile Merle, Socialistes parlementaires
- Embrun : Victor Bonniard, Action libérale
- Gap : Frédéric Euzière, Radical socialiste

Sources : Journal Le Temps du 6 et du 22 mai 1906 sur Gallica - ,.

### Xelégislature (1910 - 1914)
- Briançon : Maurice Toy-Riont, Républicain progressiste
- Gap : Antoine Blanc, Gauche démocratique, élu sénateur en 1912, remplacé par Victor Peytral, Radical socialiste, élu le 10 mars 1912
- Embrun : Victor Bonniard, Gauche démocratique

Sources : Journal Le Temps du 24 avril et du 8 mai 1910 sur Gallica - ,.

### XIelégislature (1914 - 1919)
- Gap :  Victor Peytral, Radical socialiste
- Briançon : François Gilbert Planche, Radical socialiste
- Embrun : Victor Bonniard, Républicain de gauche (modéré)

Sources : Journal Le Temps du 28 avril et du 12 mai 1914 sur Gallica - ,.

### XIIelégislature (1919 - 1924)
Les élections législatives de 1919 furent organisées au scrutin proportionnel de liste. Elles marquèrent au niveau national la victoire du "Bloc national" de centre-droit.
Liste de concorde républicaine
- Victor Bonniard, Républicain de gauche (modéré), élu sénateur en 1921, remplacé par François Gilbert Planche, Parti radical et radical-socialiste, élu le 8 mai 1921
- Georges Noblemaire, Républicain de gauche (modéré), décédé le 29 décembre 1923
- Paul Caillat, Non-inscrit (radical dissident), maire de Gap

Source : Barodet, sur le site de l'Assemblée Nationale - https://bibnum.sciencespo.fr/s/catalogue/ark:/46513/sc16m2kz#?c=&m=&s=&cv=.

### XIIIelégislature (1924 - 1928)
Les élections législatives de 1924 furent organisées au scrutin proportionnel de liste. Elles marquèrent au niveau national national la victoire du "Cartel des gauches".
Liste du Cartel des gauches
- Léon Cornand, Groupe Républicain socialiste et socialiste français, conseiller général, maire de Veynes, élu Sénateur en 1924, remplacé par Maurice Petsche, Concentration républicaine, élu le 14 juin 1925
- François Gilbert Planche, Parti radical et radical-socialiste, conseiller général, décédé le 24 mai 1924, remplacé par Maurice de Rothschild, Non-inscrit, élu le 10 août 1924
- Louis Cluzel, SFIO

Source : Barodet, sur le site de l'Assemblée Nationale - https://bibnum.sciencespo.fr/s/catalogue/ark:/46513/sc16m1m0#?c=&m=&s=&cv=

### XIVelégislature (1928 - 1932)
Les élections législatives furent au scrutin d'arrondissement majoritaire à deux tours de 1928 à 1936.
- Briançon : Maurice Petsche, Républicain de gauche (modéré)
- Gap-1 : Maurice de Rothschild, Indépendant, élu sénateur en 1929, remplacé par Ernest Grimaud, Non-inscrit, élu le 23 février 1930
- Gap-2 : Ernest Lafont, SFIO

Source : Élections législatives 22-29 avril 1928 de Georges Lachapelle - https://gallica.bnf.fr/ark:/12148/bpt6k320439r.texteImage#

### XVelégislature (1932 - 1936)
- Briançon : Maurice Petsche, Centre républicain
- Gap-1 : Ernest Grimaud, Non-inscrit
- Gap-2 : Ernest Lafont, Parti socialiste de France

### XVIelégislature (1936 - 1940)
- Gap-1 : Jean Michard-Pellissier, Union socialiste républicaine, groupe de la Gauche indépendante
- Briançon : Maurice Petsche, Gauche démocratique et radicale indépendante
- Gap-2 : Auguste Muret, SFIO

## IVeRépublique

### Première Assemblée constituante
- Louis Richier
- Gaston Julian

### Deuxième Assemblée constituante
- Gaston Julian
- Maurice Petsche

### 1relégislature(1946-51)
- Gaston Julian
- Maurice Petsche

### 2elégislature(1951-1956)
- Maurice Petsche (décès en 1951)
- François-Marie Bénard
- Jean Aubin

### 3elégislature(1956-1958)
- François-Marie Bénard
- Gaston Julian

## VeRépublique

### Irelégislature (1958-1962)
| Circonscription     | Identité                            | Parti | À partir du     | Jusqu'au       | Note |
| ------------------- | ----------------------------------- | ----- | --------------- | -------------- | ---- |
| 1re circonscription | Robert Lecourt                      | MRP   | 9 décembre 1958 | 8 février 1959 | Gvt  |
| 1re circonscription | Armand Barniaudy (suppléant)        | MRP   | 9 février 1959  | 9 octobre 1962 |      |
| 2e circonscription  | Robert Garraud suppléant Jean Ariey | UNR   | 9 décembre 1958 | 9 octobre 1962 |      |

### IIelégislature (1962-1967)
| Circonscription     | Identité                                     | Parti | À partir du     | Jusqu'au     | Note |
| ------------------- | -------------------------------------------- | ----- | --------------- | ------------ | ---- |
| 1re circonscription | Armand Barniaudy suppléant Édouard Roux      | MRP   | 6 décembre 1962 | 2 avril 1967 |      |
| 2e circonscription  | François-Marie Bénard suppléant Louis Imbert | PRRS  | 6 décembre 1962 | 2 avril 1967 |      |

### IIIelégislature (1967-1968)
| Circonscription     | Identité                            | Parti | À partir du  | Jusqu'au    | Note |
| ------------------- | ----------------------------------- | ----- | ------------ | ----------- | ---- |
| 1re circonscription | Émile Didier suppléant ?            | PRRS  | 3 avril 1967 | 30 mai 1968 |      |
| 2e circonscription  | Paul Dijoud suppléant Henri Buisson | RI    | 3 avril 1967 | 30 mai 1968 |      |

### IVelégislature (1968-1973)
| Circonscription     | Identité                             | Parti | À partir du     | Jusqu'au          | Note |
| ------------------- | ------------------------------------ | ----- | --------------- | ----------------- | ---- |
| 1re circonscription | Émile Didier suppléant Roger Disdier | PR    | 11 juillet 1968 | 26 septembre 1971 | Dem  |
| 1re circonscription | Pierre Bernard-Reymond suppléant ?   | DVD   | 5 décembre 1971 | 1er avril 1973    |      |
| 2e circonscription  | Paul Dijoud suppléant Robert Garraud | RI    | 11 juillet 1968 | 1er avril 1973    | ELP  |

### Velégislature (1973-1978)
| Circonscription     | Identité                 | Parti | À partir du  | Jusqu'au     | Note |
| ------------------- | ------------------------ | ----- | ------------ | ------------ | ---- |
| 1re circonscription | Pierre Bernard-Reymond   | CDP   | 2 avril 1973 | 1er mai 1977 | Gvt  |
| 1re circonscription | René Serres (suppléant)  | CDP   | 2 mai 1977   | 2 avril 1978 |      |
| 2e circonscription  | Paul Dijoud              | RI    | 2 avril 1973 | 13 mai 1973  | Gvt  |
| 2e circonscription  | Marcel Papet (suppléant) | RI    | 14 mai 1973  | 2 avril 1978 |      |

### VIelégislature (1978-1981)
| Circonscription     | Identité                 | Parti | À partir du       | Jusqu'au          | Note |
| ------------------- | ------------------------ | ----- | ----------------- | ----------------- | ---- |
| 1re circonscription | Pierre Bernard-Reymond   | UDF   | 3 avril 1978      | 11 septembre 1978 | Gvt  |
| 1re circonscription | René Serres (suppléant)  | UDF   | 12 septembre 1978 | 22 mai 1981       |      |
| 2e circonscription  | Paul Dijoud              | UDF   | 3 avril 1978      | 7 mai 1978        | Gvt  |
| 2e circonscription  | Marcel Papet (suppléant) | UDF   | 8 mai 1978        | 22 mai 1981       |      |

### VIIelégislature (1981-1986)
| Circonscription     | Identité                                         | Parti | À partir du    | Jusqu'au       | Note |
| ------------------- | ------------------------------------------------ | ----- | -------------- | -------------- | ---- |
| 1re circonscription | Daniel Chevallier suppléant Jean-Louis Silvestre | PS    | 2 juillet 1981 | 1er avril 1986 |      |
| 2e circonscription  | Robert de Caumont suppléant Pierre Blache        | PS    | 2 juillet 1981 | 1er avril 1986 |      |

### VIIIelégislature (1986-1988)
2 députés élus à la proportionnelle :
- Pierre Bernard-Reymond (UDF)
- Daniel Chevallier (PS)

### IXelégislature (1988-1993)
| Circonscription     | Identité                                    | Parti | À partir du  | Jusqu'au       | Note |
| ------------------- | ------------------------------------------- | ----- | ------------ | -------------- | ---- |
| 1re circonscription | Daniel Chevallier suppléant Georges Graglia | PS    | 23 juin 1988 | 1er avril 1993 |      |
| 2e circonscription  | Patrick Ollier suppléant Jean-Yves Dusserre | RPR   | 23 juin 1988 | 1er avril 1993 |      |

### Xelégislature (1993-1997)
| Circonscription     | Identité                                        | Parti | À partir du  | Jusqu'au      | Note |
| ------------------- | ----------------------------------------------- | ----- | ------------ | ------------- | ---- |
| 1re circonscription | Henriette Martinez suppléant Robert Espitallier | RPR   | 2 avril 1993 | 21 avril 1997 |      |
| 2e circonscription  | Patrick Ollier suppléant Jean-Yves Dusserre     | RPR   | 2 avril 1993 | 21 avril 1997 |      |

### XIelégislature (1997-2002)
| Circonscription     | Identité                                    | Parti | À partir du   | Jusqu'au     | Note |
| ------------------- | ------------------------------------------- | ----- | ------------- | ------------ | ---- |
| 1re circonscription | Daniel Chevallier suppléant Georges Mas     | PS    | 1er juin 1997 | 18 juin 2002 |      |
| 2e circonscription  | Patrick Ollier suppléant Jean-Yves Dusserre | RPR   | 1er juin 1997 | 18 juin 2002 |      |

### XIIelégislature (2002-2007)
| Circonscription     | Identité                                           | Parti        | À partir du  | Jusqu'au     | Note |
| ------------------- | -------------------------------------------------- | ------------ | ------------ | ------------ | ---- |
| 1re circonscription | Henriette Martinez suppléant Jean-François Rebiffé | RPR puis UMP | 19 juin 2002 | 19 juin 2007 |      |
| 2e circonscription  | Joël Giraud suppléante Claire Bouchet              | PRG          | 19 juin 2002 | 19 juin 2007 |      |

### XIIIelégislature (2007-2012)
| Circonscription     | Identité                                 | Parti | À partir du  | Jusqu'au     | Note |
| ------------------- | ---------------------------------------- | ----- | ------------ | ------------ | ---- |
| 1re circonscription | Henriette Martinez suppléant Jean Cointe | UMP   | 20 juin 2007 | 19 juin 2012 |      |
| 2e circonscription  | Joël Giraud suppléante Claire Bouchet    | PRG   | 20 juin 2007 | 19 juin 2012 |      |

### XIVelégislature (2012-2017)
| Circonscription     | Identité                                 | Parti | À partir du  | Jusqu'au     | Note |
| ------------------- | ---------------------------------------- | ----- | ------------ | ------------ | ---- |
| 1re circonscription | Karine Berger suppléante Christine Nivou | PS    | 20 juin 2012 | 18 juin 2017 |      |
| 2e circonscription  | Joël Giraud suppléante Claire Bouchet    | PRG   | 20 juin 2012 | 18 juin 2017 |      |

### XVelégislature (2017-2022)
| Circonscription     | Identité                             | Parti | À partir du  | Jusqu'au     | Note |
| ------------------- | ------------------------------------ | ----- | ------------ | ------------ | ---- |
| 1re circonscription | Pascale Boyer suppléant Gérard Renoy | LREM  | 18 juin 2017 | 21 juin 2022 |      |
| 2e circonscription  | Joël Giraud                          | LREM  | 18 juin 2017 | 26 août 2020 | Gvt  |
| 2e circonscription  | Claire Bouchet (suppléante)          | MR    | 27 août 2020 | 21 juin 2022 |      |

### XVIelégislature (2022-2024)
| Circonscription     | Identité                                | Parti | À partir du  | Jusqu'au    | Note |
| ------------------- | --------------------------------------- | ----- | ------------ | ----------- | ---- |
| 1re circonscription | Pascale Boyer suppléant Nicolas Richier | LREM  | 22 juin 2022 | 9 juin 2024 |      |
| 2e circonscription  | Joël Giraud suppléante Claire Bouchet   | LREM  | 22 juin 2022 | 9 juin 2024 |      |

### XVIIelégislature (depuis 2024)
| Circonscription     | Identité                                   | Parti | À partir du    | Jusqu'au | Note |
| ------------------- | ------------------------------------------ | ----- | -------------- | -------- | ---- |
| 1re circonscription | Marie-José Allemand suppléant Lionel Tardy | PS    | 8 juillet 2024 |          |      |
| 2e circonscription  | Valérie Rossi suppléant Vincent Bonnardel  | PS    | 8 juillet 2024 |          |      |